# Дігтярство
Дігтя́рство — промисел і торгівля дьогтем. Загальна назва ремісника, що займається дігтярством — дігтяр (заст. дьогтяр).

## Історія
Виробництво дьогтю — дуже давній і поширений в лісових районах промисел. Історично, існувало декілька способів сухої перегонки деревини з метою отримання дьогтю.
Один зі способів — використання спеціальних ям з глиняною посудиною на дні, т. зв. майданів. На дно ями у вигляді зрізаного конуса ставився горщик, який накривався фільтром (дном горщика з просвердленими отворами). Яма заповнювалася сировиною (сосна для смоли, берест для дьогтю) і підпалювалася. Коли вогонь розгорався, яма засипалась землею та дерном. Ремісник, що працював на такому майдані називався майданником.
Інший спосіб, «пічний» або «корчажний» за етнографічними джерелами, відомий також за археологічними джерелами, полягав у перегонці бересту в спеціальній глиняній посудині. Глиняний горщик набивався берестом, щільно закривався і вимощувався глиною. Далі обкладався хмизом і підпалювався.
Схожий спосіб, — використання двох гільз, які щільно напакувати берестом і вбивали одну в іншу. Влаштовану посудину ставили не вогнище й підігрівали сосновими скіпками, У процесі сухої перегонки берест розпарювався, млів і, зрештою, виділяв смолу, яку й називали дьогтем. Стікала вона через вузенький отвір, зроблений у денці посудини. Процес цей вимагав суворого режиму, а займатися промислом могли тільки люди з досвідом та відповідними навичками. В описах лісових занять поліщуків трапляються згадки про дігтярні, які працювали при кожному казенному урочиці.
Гнали дьоготь не лише з березової кори. За сировину були й інші породи. Дуже цінним лікувальним продуктом був дьоготь, одержаний з верби. Щоправда, кількість рідини була незначна, тож і цінувалася дорожче.

## Промисловість
Промисловий пристрій, за допомогою якого одержують дьоготь, являє собою залізні казани, куди щільно запаковують берестяні папуші. Якість перегонки насамперед залежить від того, як заправлено піч сировиною — берест має бути щільно затиснутим, щоб у казані не утворився вакуум. Завантажені казани герметично закривають і підігрівають. Процес однієї гонки дьогтю триває 10-11 годин. Із 150 кілограмів бересту виходить 45 кілограмів чистого дьогтю.

## Дьогтяр
Дьогтяр — українське, російське та єврейське прізвище. Походить від назви професії дьогтяр - той хто жене дьоготь. 

### Відомі носії
- Дьогтяр Максим Володимирович (нар. 1999) — український футболіст, воротар «Оболонь-Бровара-2».